# École nouvelle de la Suisse romande
L’École Nouvelle de la Suisse Romande (ENSR) ou ENSR International School est une école privée fondée en 1906 et située à Lausanne, en Suisse. Elle compte en 2017 environ 640 élèves et un internat est à la disposition des élèves dès l'âge de 13 ans. L'école est une école laïque et mixte qui dispense un enseignement allant du jardin d'enfants jusqu’aux portes de l’Université. L'école dispose également d'un programme en français avec de l'anglais ou en anglais avec du français. Les élèves peuvent choisir entre 2 diplômes: le baccalauréat international et la Maturité suisse.

## Histoire

### Naissance de l'ENSR
À la fin du XIXe siècle et en réaction à la pédagogie autoritaire et élitiste de l’époque, des écoles nouvelles vont naître d’abord au Royaume-Uni puis en Europe continentale. Celles-ci accordent de « l’importance à l’éducation, à la loyauté, à la formation du caractère, à l’apprentissage du leadership et aux sports d’équipe mais il s’agit également de mettre l’accent sur la spontanéité, le respect de l’autre, l’entraide et la coopération plutôt que la compétition ».  C’est dans ce contexte que le 8 septembre 1906, en pleine Belle Epoque, un couple d’humanistes, Edouard Vittoz et sa femme, fondent à Chailly sur les hauteurs de Lausanne l’Ecole Nouvelle de la Suisse Romande. Les principes de cette école peuvent à l’époque être qualifiés d’avant-gardistes. Il s’agit non seulement de doter les élèves d’une large culture intellectuelle mais également de les initier aux travaux manuels, au jardinage et à l’éducation physique. À la belle saison, la plupart des cours ont lieu en plein air. Pendant de longues années tous les élèves jusqu’à la fin du collège auront chacun leur coin de jardin à cultiver.
Le cursus scolaire est axé davantage sur le développement de l’individualité plutôt que sur de l’apprentissage par cœur. Selon Edouard Vittoz, « Dans l’enseignement, comme dans les relations personnelles, il faut viser avant tout à la mise en valeur de l’individualité, en interprétant les programmes avec souplesse, en laissant à l’élève le maximum de liberté possible, et en faisant constamment appel à sa curiosité, à son jugement, à son esprit d’initiative, à sa joyeuse collaboration ».
En décidant de retarder au maximum la sélection, l’ENSR se distingue aussi des principes éducatifs en vigueur en ce début de vingtième siècle. Il est une formule d'Edouard Vittoz tirée de la brochure de l’époque qui résume le but fondamental poursuivi par l’ENSR : « L’Ecole est la maison de l’enfant, il faut qu’il puisse s’y sentir heureux ». Le bien-être de l’élève est ainsi la valeur cardinale de cette nouvelle école.
Cette pédagogie novatrice doit tout de même permettre à l’élève d’accéder aux études supérieures. Dès ses débuts, l’ENSR prépare donc une partie des élèves à l’examen de maturité fédérale.
Le succès est au rendez-vous dès le début puisqu’en l’espace de deux ans le nombre d’élèves va augmenter considérablement, passant de trente-six à cent vingt-neuf. L’école ne peut plus se contenter de louer des locaux dans le quartier de Chailly. La direction décide alors de faire construire deux bâtiments sur le site actuel de l’ENSR, celui de l’Internat et celui du collège: ils seront inaugurés en 1909.

### Création de la Société des Anciens Élèves
C’est aussi en 1909 qu’est constituée la Société des Anciens Élèves de l’Ecole Nouvelle. Elle deviendra un des piliers de l’institution et prendra le nom d'Association des anciens élèves de l'ENSR quelques décennies plus tard.

### Gestion de l'école en période de guerres mondiales
En 1912, Edouard Vittoz se retire pour des raisons de santé et c’est un duo genevois qui prend le relais: Léopold Gautier pour la direction générale et David Lasserre pour celle de l’Internat.
La Première Guerre Mondiale fut un premier défi auquel fut confronté l’ENSR. Plusieurs maîtres de nationalité étrangère doivent rejoindre leurs pays et leurs confrères suisses sont mobilisés durant de longues périodes. À cela s’ajoute l’évidement de grippe espagnole qui entraîne la fermeture de l’Ecole pendant plusieurs semaines. Un système de cours par correspondance est mis en place et représente une innovation pour l’époque. 
L’Entre-deux-guerres voit se succéder plusieurs directeurs, d’abord Louis Vuilleumier puis quelques années plus tard Etienne Reymond. C’est une époque très difficile. La crise économique mondiale de 1929 à 1936 cause de graves problèmes financiers. À la veille de la Seconde Guerre Mondiale la direction est confiée au quatuor Béchert, Herzog, Nicolet et Dental. 
L’année 1935 voit l’arrivée à l’ENSR du futur roi de Thaïlande Sa Majesté Phumipol Adulyadej. Il y reste jusqu’en 1945 et est couronné roi en 1950. Il règnera jusqu’à sa mort en 2016.
Tout comme lors de la Grande Guerre, la Seconde Guerre Mondiale complique la gestion de l’Ecole. La mobilisation prive cette dernière de nombreux maîtres et entraîne le départ de beaucoup d’élèves internes.

### Au sortir de la guerre et activités éducatives, culturelles et sportives
Peu après la fin du second conflit mondial s’ouvre une période économique florissante avec les Trente Glorieuses. C’est une phase de forte croissance pour l’ENSR, alors dirigée par Aloys de Marignac. Il marque de son emprise l’ENSR pendant les vingt ans où il dirige l’école. Il crée le Grand Jeu, le rendez-vous incontournable de l’année scolaire à l’ENSR. « Le premier Grand Jeu eut lieu en 1948. Tout d’abord réservé aux internes, il s’ouvrit bien vite à l’ensemble des élèves, puis aux filles ». Le Grand Jeu est un jeu de pistes par équipes qui se déroule en pleine nature. Au fil des ans sa structure va évoluer et se complexifier. Chant, danse, théâtre, camping et cross de nuit donnent à cet évènement sa forme actuelle.
Toujours à l’initiative d’Aloys de Marignac naît une autre activité phare de l’Ecole Nouvelle: La Théâtrale, une activité culturelle qui offre des mises en scène de pièces classiques tirées du répertoire. C’est ensuite Daniel Monthoux qui reprend le flambeau et qui va devenir la cheville ouvrière de cette activité culturelle : « Le but de la théâtrale est avant tout de permettre aux élèves de monter sur les planches au moins une fois dans leur vie. Il est certain que la possibilité de jouer en public est importante dans la vie d’un enfant. Chaque année nous avons la joie de voir quelques élèves Timides, difficiles, renfermés s’épanouir soudain et se montrer de brillants acteurs ».
Le sport, partie intégrante de la pédagogie de l’Ecole Nouvelle dès ses débuts et qui avait été un peu délaissé au sortir de 39-45 va connaître un nouvel essor grâce au maître de sports Heinz Kupferschmid. « Doté d’une énergie et d’un charisme peu commun, il redressa la barre en peu de temps ». Un nouveau bâtiment de sports est inauguré en 1956. Cette période voit également la création d’un camp de ski ainsi qu’un camp d’été à Champéry. Ces camps ont alors pour but de permettre à des allophones d’apprendre le français ou l’anglais dans un cadre idyllique. Quelques années plus tard un camp de planche à voile complète le tableau.

### 50 ans d'ENSR
Cette même année l’Ecole Nouvelle fête son demi-siècle d’existence en restant toujours fidèle à ses principes : « Aujourd’hui comme autrefois l’école demeure ¨L’Ecole Nouvelle ¨, s’efforçant de ne pas glisser dans la routine et de produire des têtes bien faites plutôt que bien remplies. Former un homme ne signifie pas s’occuper de son cerveau seulement. Il y a les muscles, les mains, le coeur, l’âme qui sont en jeu ». En 50 ans elle aura formé plus de trois mille élèves.

### Croissance des effectifs et Baccalauréat International
Les années soixante sont marquées par une croissance soutenue des effectifs ainsi qu’une évolution de la population scolaire de plus en plus internationale. En 1967, pour succéder à Aloys de Marignac, c’est Rémy Barras qui reprend, ad interim et pour une année, la direction de l’ENSR. En 1968 Yves Le Pin est nommé à la tête de l’institution. Dès son entrée en fonction il a l’idée d’associer l’ENSR à la naissance d’un nouveau diplôme, le Baccalauréat International. C’est un pari risqué mais qui s’avère payant. 
En 1977 la croissance des effectifs se poursuit et il faut envisager la construction d’un bâtiment exclusivement réservé aux gymnasiens. Cette même année qu’Yves Bobillier prend le relais d’Yves le Pin, pour une année seulement. La nomination de François Zbinden l’année suivante ouvre une nouvelle ère marquée par une croissance des effectifs pour l’Internat comme pour l’Externat.

### 75 ans d'ENSR
En 1981 l’ENSR fête ses 75 ans sous la forme d’une journée portes ouvertes accompagnée de la projection d’un film commémoratif dans lequel le directeur de l’époque François Zbinden donne une définition réactualisée de ce qu’est l’ ENSR : « Une Ecole anti-stress, laissant à l’élève le maximum de liberté possible dans un encadrement attentif et personnalisé ». À cette même occasion le président du Conseil d’administration Bernard Vuilleumier souligne: « C’est cette Ecole Nouvelle que ceux qui ont conçu la fête aujourd’hui veulent vous montrer dans l’évolution de ses 75 ans et dans la permanence de son idée fondamentale. Ils ont ouvert les portes sur le passé afin que nos élèves et leurs parents découvrent qu’il y a à Chailly une tradition, des racines profondes, une galerie des ancêtres, pour que les Anciens s’y retrouvent enfants. Ils les ouvrent sur le présent pour que tous, autorités, Anciens, parents, amis de l’Ecole voient que la flamme y brûle toujours vivace, que Chailly continue de réunir des jeunes provenant des quatre points cardinaux, qui, dans une atmosphère heureuse, préparent leur avenir ». 

### L'anglais comme langue internationale
Le remplacement du français par l’anglais comme langue internationale de même que la diversité croissante des élèves de l’Ecole Nouvelle, notamment des internes, pousse la direction pédagogique à introduire l’anglais dès les petites classes et à augmenter la dotation horaire dans les classes supérieures.

### Les années 1990, un contexte difficile
En 1991 et pour une année seulement François Reymond prend le relais de François Zbinden à la direction de l’ENSR. Les années 90 sont économiquement difficiles pour la Suisse en général et pour les écoles privées en particulier. L’Ecole Nouvelle n’échappe pas à cette conjoncture et la croissance des effectifs est stoppée net. Le successeur de François Reymond, Alain Boss, a la tâche délicate de piloter l’école dans un contexte difficile tout en l’adaptant à l’évolution des mentalités et du marché du travail. Cela se traduit notamment par l’arrivée massive des femmes dans les entreprises, qui va de pair avec la nécessité d’une prise en charge élargie des tout petits. L’ENSR introduit ainsi la journée continue en 1992. Pour ce faire il s’agit « de condenser l’horaire, de restreindre le temps des repas et d’offrir un peu de détente avant de reprendre le cours normal du programme ». 

### Une directrice pour l'ENSR
En l’an 2000 et pour la première fois depuis sa création, la direction de l’ENSR est confiée à une femme, Nicole Reding-Hourcade. Cette même année voit l’introduction d’une section Montessori en parallèle des classes maternelles dites ¨classiques¨, en réponse à la demande croissante de nombreux jeunes parents et à l’intérêt porté à cette pédagogie par une partie du corps enseignant.

### Création de l'APE
La volonté constante d’améliorer le contact entre parents professeurs et direction incite l’ENSR à la création en 2001 de l’Association des parents de l’Ecole Nouvelle (APE). Cette association a pour but « de faciliter la communication entre les parents et l’école, accueillir les nouveaux parents, apporter de la convivialité grâce à de multiples animations menées tout au long de l’année ( … ) ainsi que des évènements culturels ou sportifs pour les parents membres ».

### Accords bilatéraux, centenaire et croissance
L’entrée en vigueur des accords bilatéraux entre la Suisse et l’Union européenne en 2002 favorise l’implantation de nouvelles entreprises internationales sur l’arc lémanique et avec elles l’arrivée de nouveaux élèves dans les écoles privées, notamment à l’ENSR. Cette année voit aussi André Lasserre succéder à Nicole Reding-Hourcade à la direction.
L’année 2006 reste dans les annales de l’Ecole Nouvelle en étant celle du centenaire. Des festivités s’étalent sur trois jours avec comme point d’orgue une soirée de gala organisée au Palais de Beaulieu le 30 septembre. La danse avec le Rudra Béjart et l’exploration avec Mike Horn sont à l’honneur. Le Groupe des Douze de Chailly est créé dans la foulée à l’initiative du galeriste et ancien élève de l’Ecole Nouvelle Joram Deutsch. Il s’agit de « rassembler et d’exposer tous les artistes sortis de l’Ecole Nouvelle à l’occasion du Centenaire ». C’est l’occasion de rappeler ce que représente l’ENSR pour tous les élèves qui y ont fait une partie de leurs études : « Ce qui revient dans cesse dans les souvenirs des anciens élèves, c’est l’évocation de ¨l’esprit de l’Ecole¨, qui les habite chaque fois qu’ils se rencontrent et quoi semble les accompagner dans leur vie. À chacun d’essayer de définir cet ¨esprit ¨: souci de l’école de rendre heureux ce moment d’apprentissage de la vie, d’associer le corps à l’esprit dans des activités scolaires, des rites dont le Grand Jeu est un exemple, de créer des liens personnels entre adultes et enfants en tenant compte des spécificités de chacun, de transmettre par le respect de l’enfant des valeurs morales et humaines qui l’aideront à se construire… ».
La croissance des effectifs se poursuit dans les années qui suivent le centenaire. Le Conseil d’administration et la direction planifient la construction d’un nouveau bâtiment destiné au secteur maternel et primaire, le parent pauvre de l’Ecole en termes d’infrastructure. Entre-temps Nicolas Catsicas, déjà directeur pédagogique, succède à André Lasserre à la tête de l’ENSR en 2008. Il mène à bien le chantier du nouveau bâtiment qui est achevé à la veille de la rentrée scolaire 2010.
Peu de temps après, en octobre 2015, un autre bâtiment sort de terre sur le campus de l’ENSR, dédié aux classes maternelles et à la section Montessori.

### L'ENSR pendant le Coronavirus
Dès le début 2020 la pandémie du Coronavirus se répand à travers le monde. En mars, le Conseil Fédéral décide de la fermeture des écoles. Un véritable coup de massue frappe l’ensemble des établissements scolaires du pays. Il s’agit pour le corps professoral, en l’espace de quelques jours, de basculer dans l’enseignement à distance. En moins d’une semaine les cours à distance sont établis. Les 18 mois qui suivent sont marqués d’incertitude, avec des directives parfois contradictoires et finalement une expérience éprouvante mais qui aura permis à l’ENSR de se doter d’outils numériques devenus depuis indispensables.

### Création du programme Sports-études
Le secteur du sport va s’étoffer encore un peu plus avec le partenariat liant l’Ecole Nouvelle à Swiss Basketball. Depuis la rentrée scolaire 2021 les meilleurs espoirs masculins du basket suisse peuvent profiter d’un programme sports-études conçu à leur intention. Logés à l’Internat ces élèves préparent leur diplôme, la maturité suisse ou le baccalauréat international, sur une période de 2 à 4 ans. Une fois celui-ci en poche les meilleurs d’entre-eux peuvent aller pratiquer le basket au sein de clubs prestigieux par exemple aux États-Unis.

### Activités de jardinage
Comme au début du XXe siècle les plus jeunes élèves de l’Ecole Nouvelle peuvent bénéficier, depuis l’été 2022, d’activités de jardinage basés sur la permaculture. Une manière de rester fidèle aux principes éducatifs de base de l’ENSR et notamment d’associer les activités du corps à celles de l’esprit. L’école vise à continuer d’innover, à s’adapter aux évolutions de la société mais sans renier ses principes pédagogiques de base.

## Cursus
- Maternelle Montessori jusqu'en grande section - 3 à 5 ans : Un apprentissage précoce de l'anglais est proposé, à raison de 6 périodes par semaine, par demi-classe.
- Primaire (4 degrés : classe 1 à classe 4) - 6 à 9 ans : l'école propose un enseignement quotidien de l'anglais, ainsi qu'une initiation à l'allemand dès la 4e primaire.
- Collège (4 degrés : classe 5 à classe 8) - 10 à 13 ans : l'enseignement est donné en tronc commun avec des groupes de niveau en anglais, ainsi qu'une initiation au latin en 7e et au grec en 8e
- Gymnase (4 degrés) - 14 à 17 ans : Les classes 9 et 10 forment un tronc commun, et permettent d'orienter les élèves vers la maturité suisse (classes 11 et 12) ou le baccalauréat international (classes BI 1 et BI 2).

## Accréditations
L'ENSR International School est accréditée par l'Organisation du Baccalauréat International (depuis 1971, première école au monde à recevoir cette accréditation) et le CIS (Council of International Schools).
L'école est membre de l'AVDEP, de la FSEP, du Swiss Label, de l'IFN et de la SEBIQ.
L'ENSR International School est entièrement accréditée par Cambridge English comme centre de préparation et plusieurs de ses professeurs d'anglais sont certifiés par Cambridge English.
L'ENSR bénéficie de partenariats avec d'autres écoles internationales, telles que Schulle Schloss Salem en Allemagne.
Par l'intermédiaire de l'Association des anciens élèves et de la Fondation Neotema, l'ENSR entretient également des liens étroits avec la Thaïlande. Chaque année, les étudiants et les enseignants ont l'occasion de visiter l'école Wang Klaikangwon à Huahin, en Thaïlande, où ils peuvent participer à un échange culturel avec des enseignants et des étudiants thaïlandais.
Un partenariat avec le Département des langues de l'Université de Genève et la Fondation pour l'enseignement à distance permet aux enseignants thaïlandais et aux membres du ministère de l'éducation de se rendre chaque année à l'ENSR pour deux semaines de séminaires et d'échanges.

## Diplômes
2 diplômes sont délivrés par l'École Nouvelle de la Suisse Romande après le gymnase:
- La Maturité suisse
- Le Baccalauréat international

## Programmes additionnels
- Cours de langues (anglais et français)
- Camp de vacances (Camp d'été, camp de ski, camp de planche à voile)

## Anciens élèves notables
- Christopher Chaplin (1972-1977), acteur, compositeur et fils de Charlie Chaplin
- Géraldine Chaplin[19]
- Kathleen Chaplin (1992-1994), autrice, chanteuse et petite-fille de Charlie Chaplin
- Kiera Chaplin (1993-1997), mannequin, actrice et petite-fille de Charlie Chaplin
- Luc Chessex (1952-1956), photographe suisse
- François Couchepin (1946-1954), chancelier de la Confédération de 1991 à 1999
- François Daulte (1924-1998), éditeur et critique d'art
- Gaspard Delachaux (1960-1965), sculpteur et réalisateur suisse de courts métrages animés
- Bhumibol Adulyadej, Rama IX (1935-1943), roi de Thaïlande de 1946 à 2016[20]
- Ananda Mahidol, Rama VIII (1935-1943), roi de Thaïlande de 1935 à 1946
- Jacques Piccard (1940-1943), océanographe et océanaute suisse[19]
- Marc Rochat (1995-2007), skieur alpin professionnel italo-suisse